# Audrey Esparza
Audrey Esparza (Laredo, Texas, 4 de marzo de 1986) es una actriz americana más conocida por su papel como la agente Natasha "Tasha" Zapata del FBI, en la serie de televisión estadounidense  tasha zapata y nicole   

## Vida personal
Audrey Esparza estudió en el ala de Teatro Experimental de la Escuela de Artes de la Universidad de Nueva York. Con una carrera breve cuenta con participaciones en series como The Americans, The Following y Blue Bloods, prosiguiendo con papeles más importantes en Power y Black Box. Esposa de matias 

## Carrera
Las participaciones cinematográficas de Esparza incluyen: Family Practice, Amateurs, The Americans, The Following, Blue Bloods, Golden Boy, Floating Sunflowers, Power, Black Box, Madam Secretary, Public Morals, y su principal personaje como Tasha Zapata, una agente del FBI en Blindspot.

## Filmografía
| Año       | Título              | Papel                          | Notas                            |
| --------- | ------------------- | ------------------------------ | -------------------------------- |
| 2011      | Family Practice     | Liz Stratton                   | Película de TELE                 |
| 2013      | Amateurs            | Carmen                         |                                  |
| 2013      | The Americans       | Joyce Ramirez                  | Episodio: " Gregory "            |
| 2013      | The Following       | Dana Montero                   | Episodio: " Let Me Go "          |
| 2013      | Blue Bloods         | Jana Garza                     | Episodio: " Proteste demás "     |
| 2013      | Golden Boy          | Lucy Barrone                   | Episodio: "Chivo expiatorio"     |
| 2014      | Floating Sunflowers | Rita                           | Corto                            |
| 2014      | Power               | Liliana                        | 3 episodios                      |
| 2014      | Black Box           | Carlotta                       | 12 episodios                     |
| 2015      | Madam Secretary     | Asistente Adjunto Laura Vargas | Episodio: " Enfrente la Nación " |
| 2015      | Public Morals       | Hay uno                        | 3 episodios                      |
| 2015–2020 | Blindspot           | Tasha Zapata                   | Elenco principal                 |